# Hybomitra vuvang
Hybomitra vuvang är en tvåvingeart som först beskrevs av Szilady 1926.  Hybomitra vuvang ingår i släktet Hybomitra och familjen bromsar. Inga underarter finns listade i Catalogue of Life.